# Crinodes schausi
Crinodes schausi är en fjärilsart som beskrevs av Rothschild 1917. Crinodes schausi ingår i släktet Crinodes och familjen tandspinnare. Inga underarter finns listade i Catalogue of Life.